# 調景嶺站
調景嶺站（英語：Tiu Keng Leng Station）是一個位於香港新界西貢區調景嶺翠嶺路與景嶺路之間，屬於港鐵觀塘綫與將軍澳綫的鐵路轉乘站，同時也是觀塘綫的東面終點站，車站於2002年8月18日啟用，該站亦是觀塘綫唯一一座位於新界的鐵路站。
- 車站外觀（2020年11月）

## 車站構造
雖然很多位於新界的車站都以地面或高架形式建造，但調景嶺站的月台則因為路段及城市規劃問題而須建於地底。再者，它與其他將軍澳區內的車站不同，其部分範圍則建於山坡內。

### 樓層
調景嶺站的車站設計與油塘站相似，車站設有3層（1層大堂及2層月台）。當中大堂位於地面，而其近西端部分則藏於山底；而月台則位於地底。
|                                | 2 | 觀塘綫往黃埔（油塘）   |  |  |
| 島式 · ↑開左邊车门 ↓開右邊车门 |   |                        |  |  |
|                                | 4 | 將軍澳綫往北角（油塘） |  |  |

|                                |  | 將軍澳綫往寶琳及康城（將軍澳） | 3 |  |
| 島式 · ↑開右邊车门 ↓開左邊车门 |  |                                |   |  |
|                                |  | 觀塘綫落客                     | 1 |  |

### 大堂
大堂內設有不同類型的商店供乘客購物，例如有便利店、外賣壽司店、麵包糕餅店、洗衣店等，所有商店主要分佈在非收費區內，以及不少自助服務設施供乘客享用，包括自動櫃員機、自動售賣機和自動照相機。客務中心位於大堂中央，近A2出口則設有香港郵政郵箱方便乘客在車站內寄出郵件。
- 車站大堂（2023年5月）

### 月台
調景嶺站設有四個月台，並以兩層的島疊式月台排列，其中上層月台（L1層）為2號月台（觀塘綫往黃埔）及4號月台（將軍澳綫往北角）；而下層月台（L2層）則為1號月台（觀塘綫落客月台）及3號月台（將軍澳綫往寶琳／康城），所有月台均已裝設月台幕門。
車站1、2號月台為觀塘綫月台，由於調景嶺站亦為觀塘綫的終點站，因此列車在1號月台清客後，便會前往位於將軍澳站月台下方的越位隧道進行調頭後折返至車站2號月台接載乘客或返回九龍灣車廠。
而3、4號月台則為將軍澳綫月台，而在非繁忙時間由康城站開出的班次會以調景嶺站為終點站，屆時列車會在車站4號月台清客後便會駛進位於五桂山隧道內的一段袋狀軌，並調頭折返至車站3號月台接載乘客前往康城站，而該段袋狀軌亦可作特別的車務調動之用。
此外，調景嶺站以西亦設有2條連接觀塘綫及將軍澳綫的渡綫，以便兩綫列車作車務調動之用。另外由於調景嶺站是將軍澳綫部分班次的終點站之一，所以車站兩層月台的西端位置亦各設一個員工專用洗手間及車長休息室。
- L1層2、4號月台（2023年5月）
- L2層1、3號月台（2023年5月）

### 出入口
調景嶺站目前共設有三個出入口，當中B出口直通都會駅商場。
|                                |                  | |      |
|                                |                  | |      |
| 編號                           | 指示             | 建議前往的目的地 | 圖片 |
| 出口 · A · 1 · 盲道标志 · 同层 | 公共運輸交匯處   | 調景嶺站公共運輸交匯處、翠嶺峰、博士山（香港）國際幼稚園 - 將軍澳、彩明苑、彩明商場、路向四肢傷殘人士協會、基督教香港信義會健明幼兒學校、教聯會真道書院、港澳信義會明道小學、香港家庭褔利會、健彩社區會堂、觀塘浸信會彩明幼稚園、基督教樂道幼稚園、寶覺中學、保良局蔡繼有幼稚園、香港神託會培恩幼稚園、東華三院華都獅子會幼稚園、仁愛堂鄧楊詠曼幼稚園 |      |
| 出口 · A · 2 · 同层            | 香港知專設計學院 | CAPRI、CAPRI Place、香港知專設計學院、翠嶺路、香港法國國際學校、香港專業教育學院（李惠利）、將軍澳華人永遠墳場、維景灣幼兒學校、調景嶺公共圖書館、調景嶺體育館、女青年會（將軍澳綜合社會服務處）、將軍澳跨灣大橋 |      |
| 出口 · B · 盲道标志 · 同层     | 都會駅／城中駅   | 都會駅、城中駅、香海正覺蓮社佛教正覺中學、明愛白英奇專業學校、明愛專上學院、翠嶺里遊樂場、優才（楊殷有娣）書院、靈實長者地區服務 - 建明中心、將軍澳香島中學 、健明邨、維景灣畔、匯知中學、善明邨、天主教聖安德肋小學 |      |
| 註： 設有 \| 設於同一層        |                  | |      |

### 車站藝術
調景嶺站設有6組車站藝術品，位於車站大堂及月台。
|  | 《粉紅嶺峰》     | 朱興華（香港）                                       | 調景嶺站大堂             | 2004年7月 |
|  | 《美景漫遊》     | 朱興華（香港）                                       | 調景嶺站大堂             | 2004年7月 |
|  | 《蛻變中的建築》 | 馮諾瑤（香港）                                       | 調景嶺站大堂近洗手間位置 | 2020年9月 |
|  | 《轉化歷程》     | Apo Kyra Lan、陳俊汝、陳采欣、何兆豐及羅美婷（香港） | 調景嶺站1、3號月台       | 2020年9月 |
|  | 《轉化歷程》     | Apo Kyra Lan、陳俊汝、陳采欣、何兆豐及羅美婷（香港） | 調景嶺站1、3號月台       | 2020年9月 |
|  | 《轉化歷程》     | Apo Kyra Lan、陳俊汝、陳采欣、何兆豐及羅美婷（香港） | 調景嶺站1、3號月台       | 2020年9月 |

## 接駁交通
調景嶺站旁設有調景嶺站公共運輸交匯處，供乘客轉乘巴士或小巴前往其它地區。

## 歷史
調景嶺站在2002年8月18日隨將軍澳綫通車而啟用，而觀塘綫亦由當日起以調景嶺站為終點站。而車站總承建商為保華建業集團－中國中鐵聯營。

### 增建B出口
前地鐵公司早於調景嶺站大堂近客務中心位置預留出入口予其上蓋物業項目，而出入口已於2006年11月27日隨著都會駅落成而啟用，並被編名為B出口。

### 康城站啟用
2009年7月20日，港鐵為了讓乘客熟悉在康城站通車後的列車班次安排，開始在非繁忙時段派出往返康城站及調景嶺站的「康城站穿梭列車」接載乘客，往返康城站的列車在非繁忙時間會以此站為終點站，但這些列車在到達將軍澳站後會改以不載客方式前往未正式開放的康城站。
2009年7月26日，隨著康城站正式通車，班次的分配情況有所改變。其中逢星期一至六非繁忙時段、星期日及公眾假期，前往康城站之列車均不會由北角站開出，改為每12分鐘由調景嶺站開出，並名為「康城站穿梭列車」，該班次在上述時段只會來往調景嶺站至康城站，而在上述時段來往北角站至寶琳站的班次則維持現狀。

### 加建洗手間及育嬰室
調景嶺站與油塘站洗手間興建工程於2017年第四季正式動工，根據港鐵公開介紹，車站會設有男／女洗手間、傷殘洗手間及育嬰室，並已於2019年2月落成啟用。

### 反修例事件

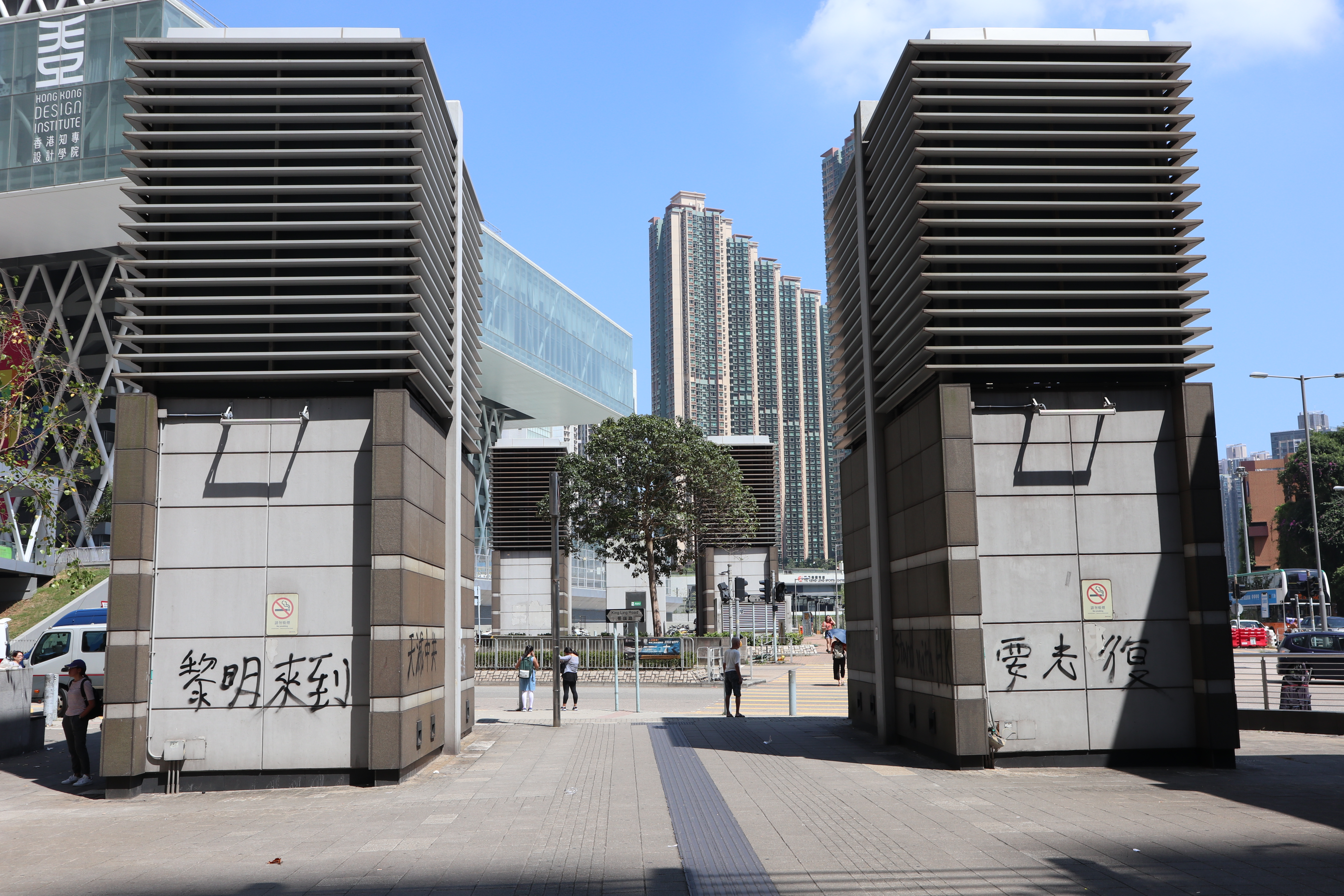
被示威者噴漆上的《願榮光歸香港》 歌詞的站外通風糟（2019年10月5日）

- 2019年10月2日晚上，有大量反修例示威者於調景嶺站抗議，期間示威者破壞近A出口的閘機、售票機及增值機，並向站內閘機縱火，受設施破壞所影響，調景嶺站A1出口需要關閉，期間乘客須使用位於A1出口旁的A2出口。而在車站重開後，客務中心已加設防護欄以保護職員安全[8]。其後港鐡亦曾以鐵板遮蔽車站玻璃幕牆以免其遭破壞，直至2021年末才拆除。

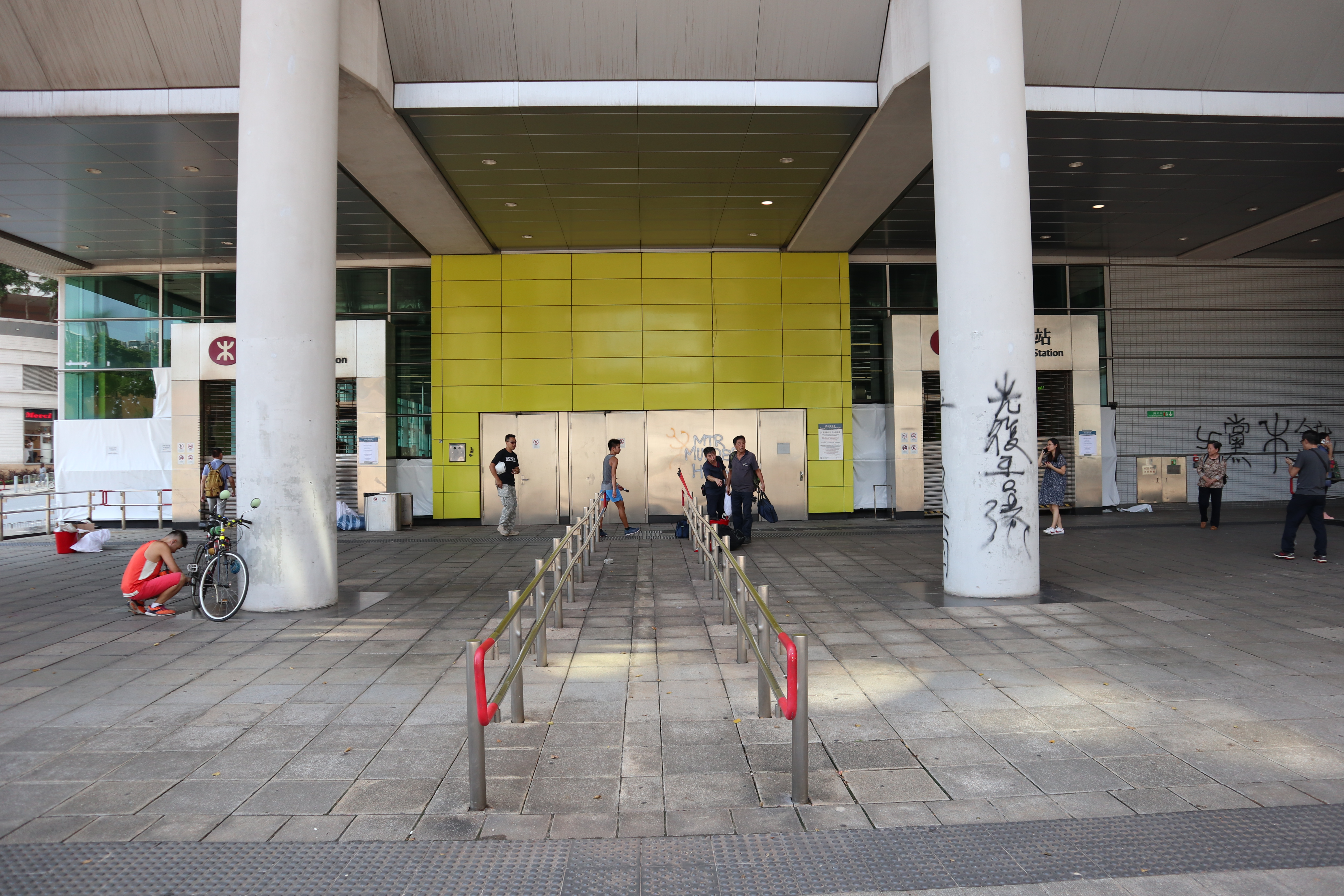
A出口外牆被噴漆及玻璃損毀後情況
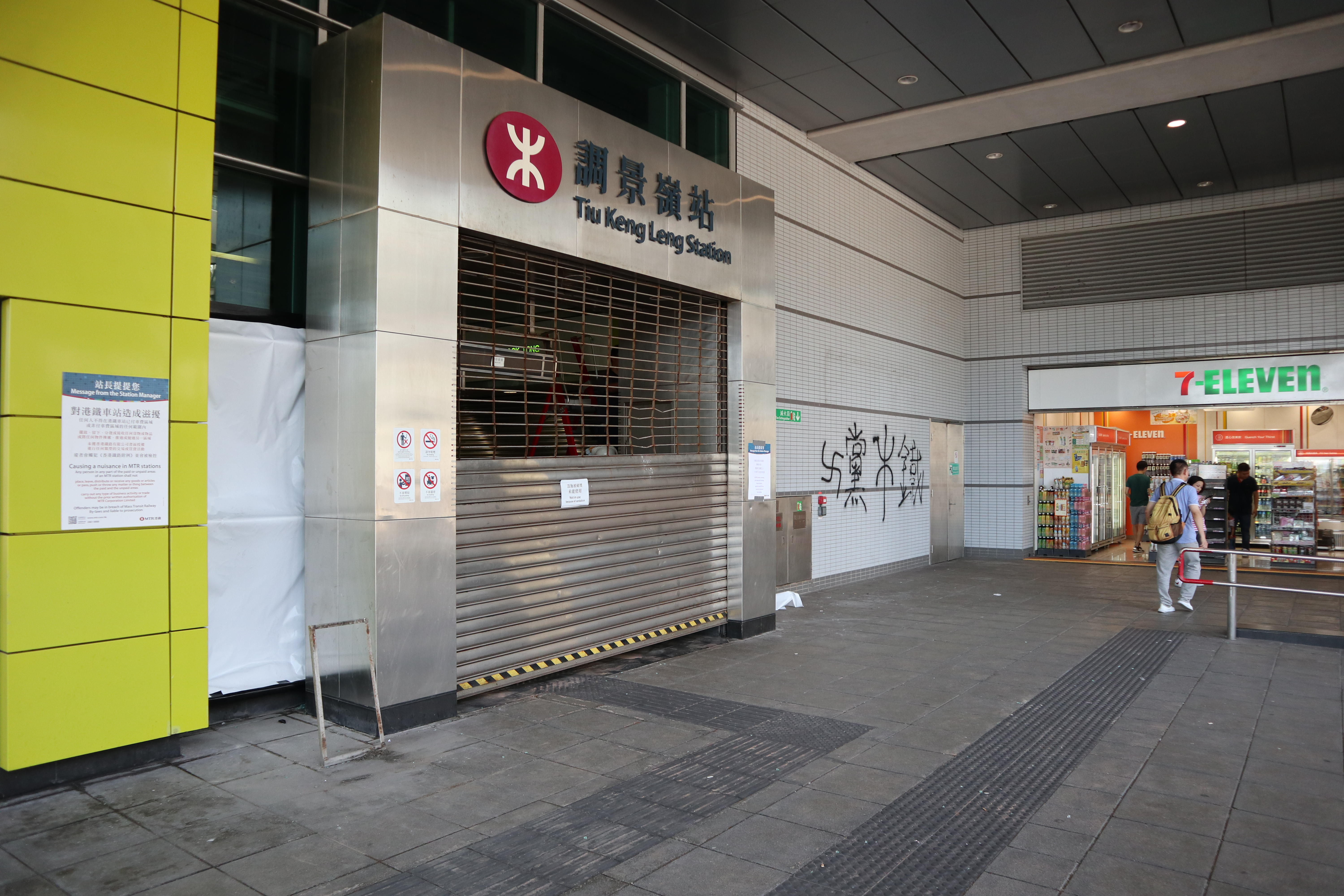
A出口關閉後情況，站外商店如常營業
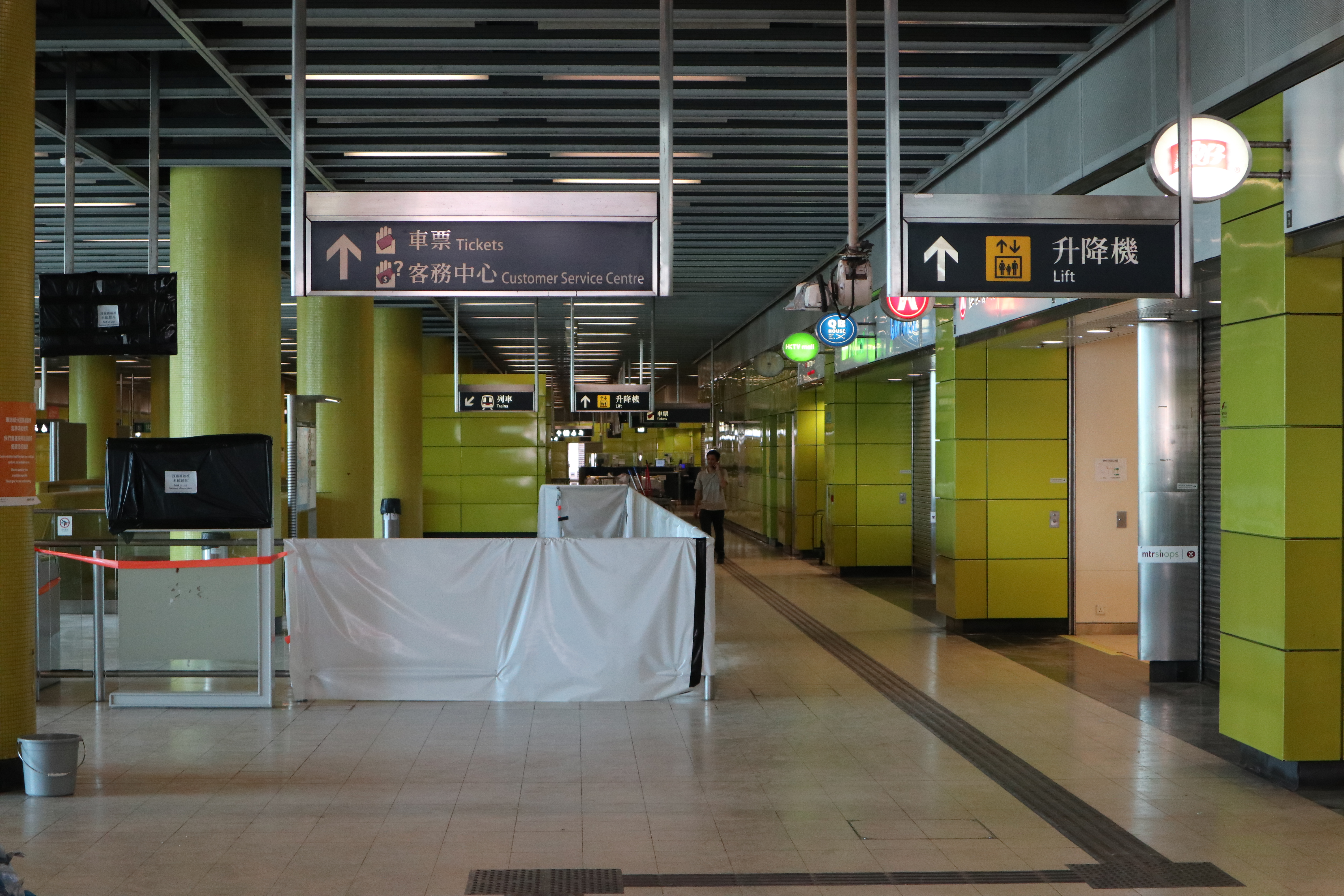
顯示屏及玻璃被破壞後情況
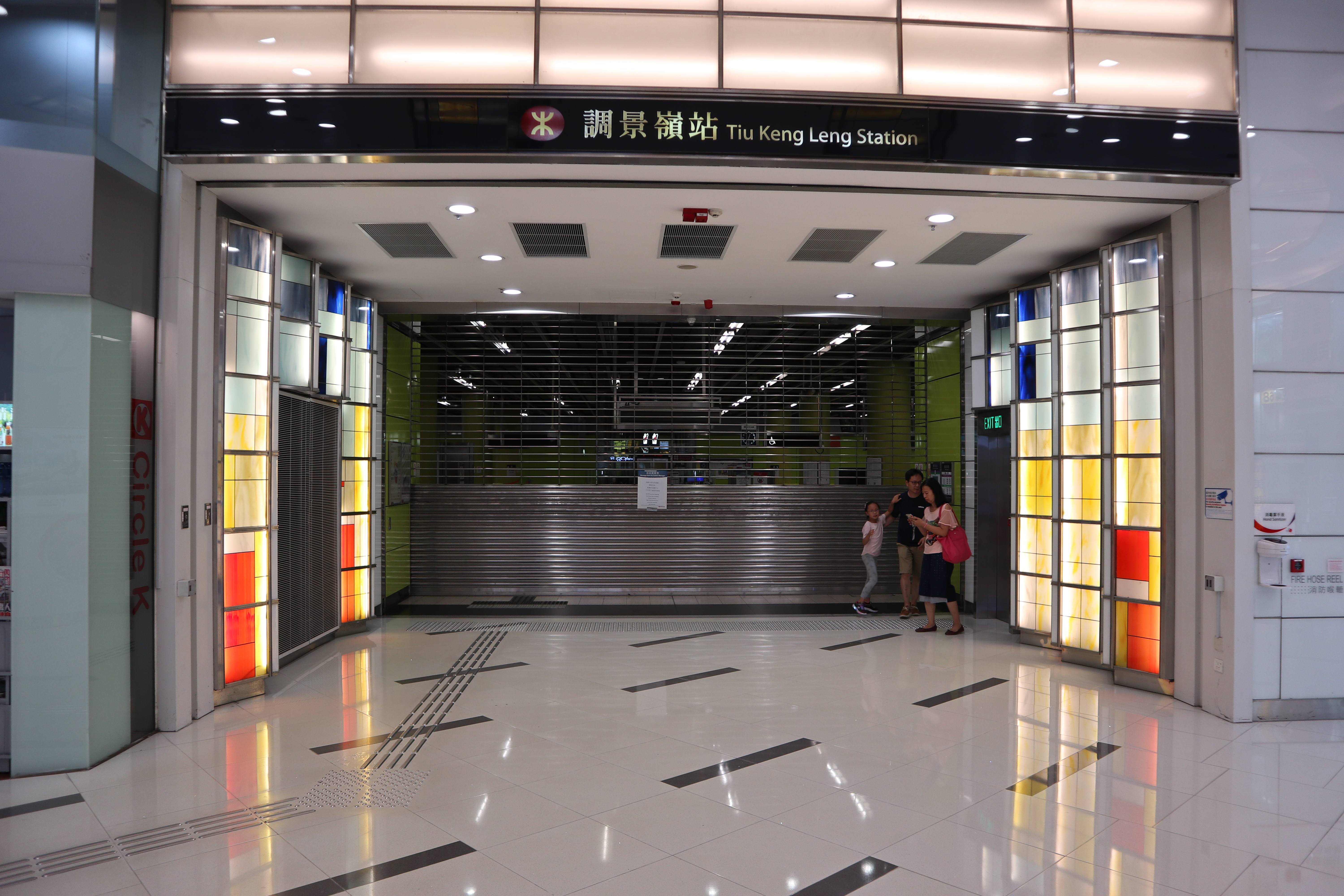
已關閉的B出口後情景
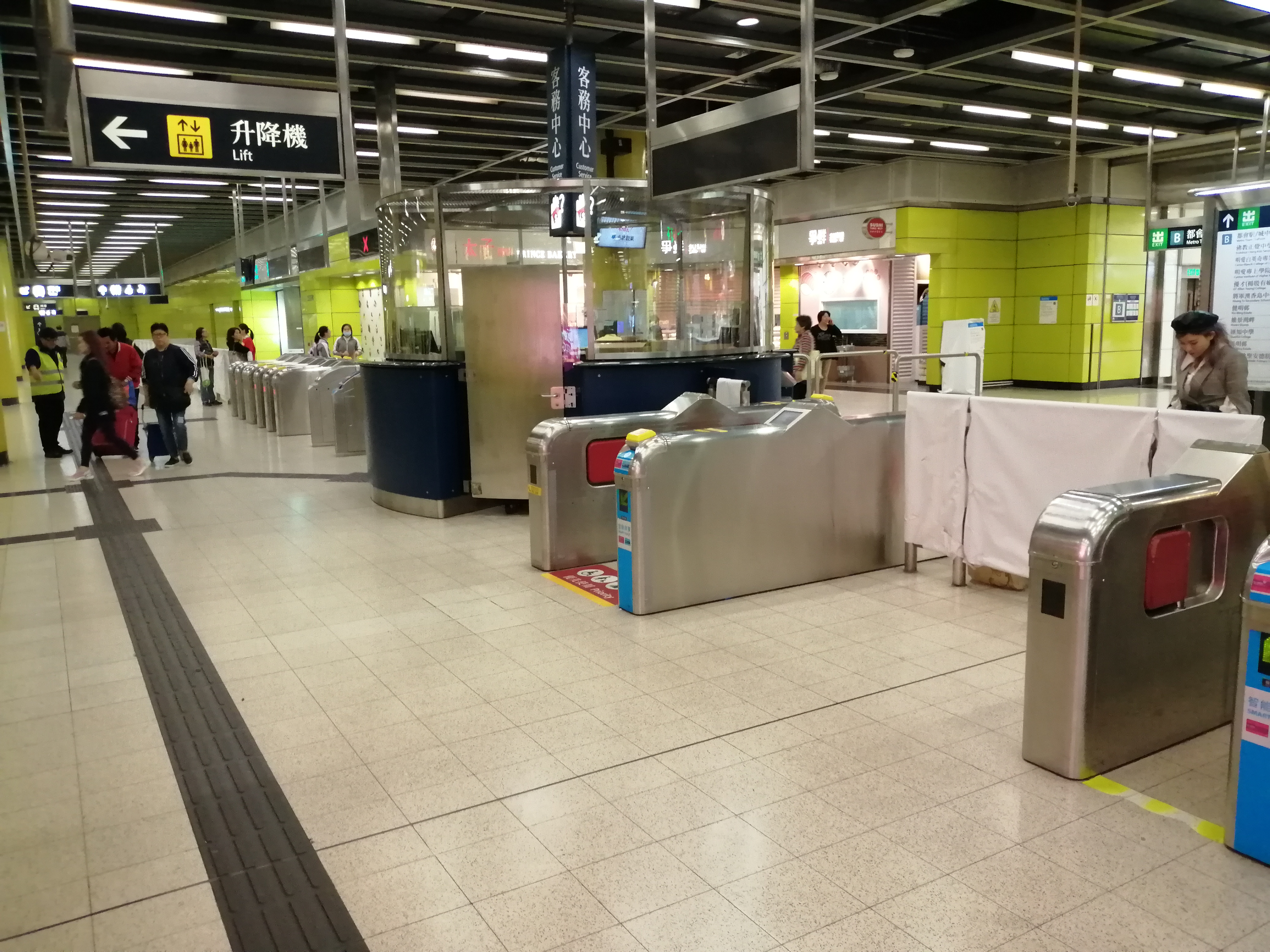
調景嶺站客務中心安裝的防護網
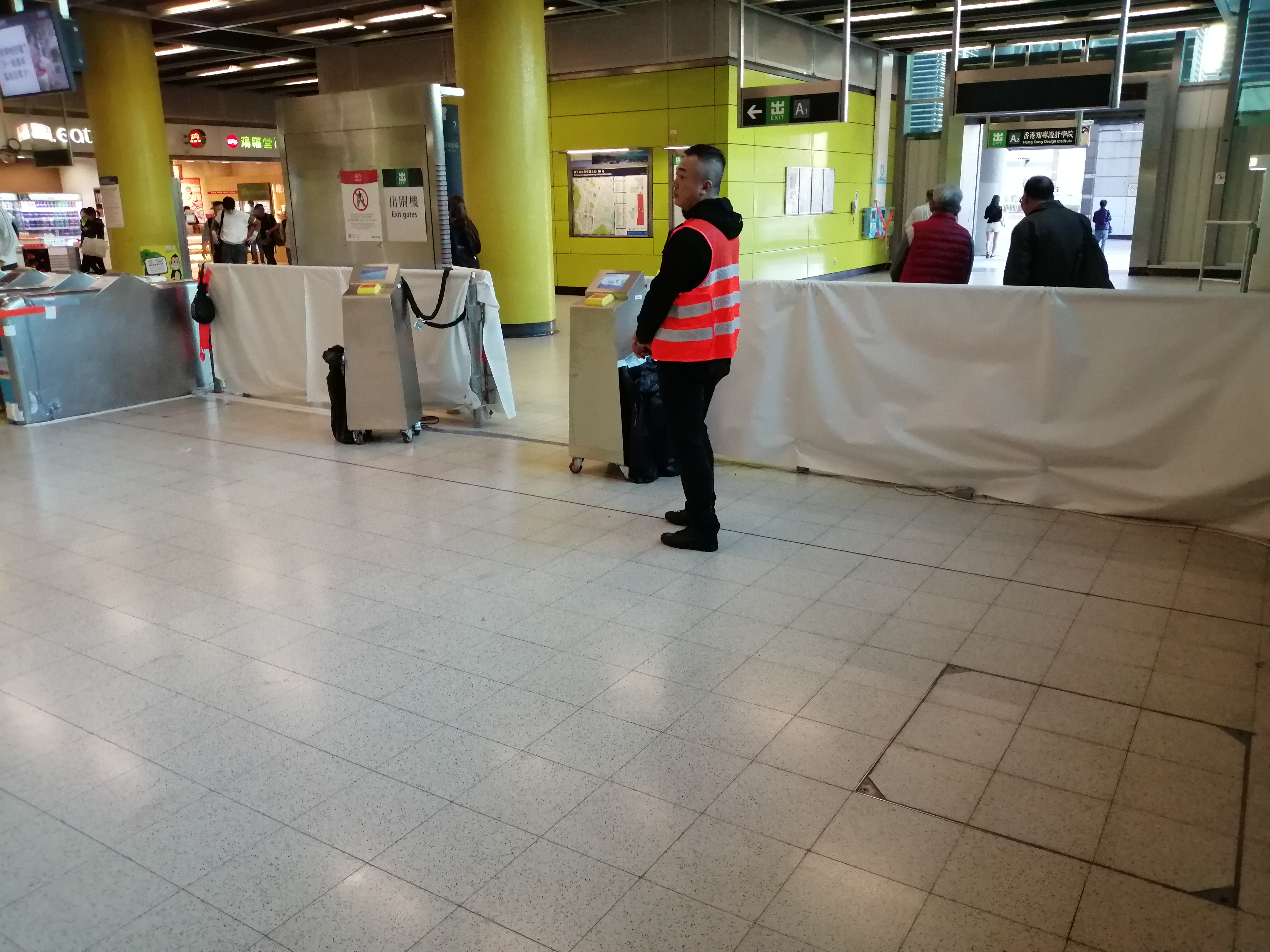
調景嶺站閘機遭破壞及縱火後曾以臨時閱卡機取代

- 2019年10月6日及同月13日，因應將軍澳綫多個車站於早前受反修例示威者嚴重破壞，將軍澳區內各個車站（包括調景嶺站）均無法提供服務而須關閉，故將軍澳綫只能維持北角站至油塘站的服務[9][10]。

## 外部連結
- 港鐵公司－調景嶺站街道圖 （页面存档备份，存于）
- 港鐵公司－調景嶺站位置圖 （页面存档备份，存于）
- 港鐵公司－調景嶺站列車服務時間 （页面存档备份，存于）
- 香港鐵路大典上的相关条目：調景嶺站